# Airbus A330 MRTT
L'Airbus A330 Multi Role Tanker Transport (MRTT, 'Transport d'abastament multifuncional Airbus A330') és un avió cisterna per a abastament en vol basat en l'avió civil Airbus A330.
Característiques generals
- Tripulació: 3 (2 pilots i un operador d'abastament en vol)
- Capacitat: diverses configuracions possibles, incloent-hi 291 passatgers i 8 palets militars + 1 contenidor LD6 + 1 contenidor LD3 (compartiments de càrrega de la coberta inferior)
- Càrrega útil: 45.000 kg sense comptar el combustible
- Llargada: 58,8 m
- Envergadura: 60,3 m
- Alçada: 17,4 m
- Àrea de les ales: 362 m²
- Pes en buit: 125.000 kg
- Pes màxim a l'enlairament: 233.000 kg
- Planta motriu: 2× Rolls-Royce Trent 772B, General Electric CF6-80E1A4, o Pratt & Whitney PW 4170; turboventiladors, 320 kN per cada motor
- Capacitat de combustible: màxim de 111.000 kg, 65.000 kg a 1.852 km amb 2 hores de servei

Rendiment
- Velocitat màxima: 880 km/h (475 nusos)
- Velocitat de creuer: 860 km/h (464 nusos)
- Radi d'acció en missió de combat: 1.800 km amb 50 tones de combustible per a 4 hores[2]
- Abast en vol de trasllat: 14.800 km
- Sostre de servei: 13.000 m (42.700 peus)